# Toyota Verso
A Toyota Verso (kódnevén: ZGR20 vagy AR20) egy kompakt egyterű (MPV), amelyet a japán Toyota Motor Corporation gyártott 2009-től 2018-ig. Összesen 1 generációja van. A nagysikerű Toyota Corolla Verso folytatása.

## Története
A Versót 2009 márciusában mutatta be a Toyota a 2009-es Genfi Autószalonon a Toyota Corolla Verso utódjaként, amelynek hatalmas sikere volt. Az öt vagy hét üléses változatban kapható autó jelenleg a Wish alatt és a Japánban gyártott Ractis felett helyezkedik el. Európában és Izraelben bemutatkozott egy Verso-S, és egy  Space Verso nevű változat is. Az előd Corolla Verso után ez a második legbiztonságosabb egyterű autó, az Euro NCAP teszteredményei szerint. Az autó gyártását 2018. január 11-én fejezték be a hanyatló kereslet miatt. Jelenleg nincs természetes utódja az autópiacon.
A modell jelenleg Európában, Dél-Afrikában, Kínában, Izraelben, Japánban, és Észak-Amerikában elérhető, továbbá azokban az országokban is, ahol a Toyota RAV4-et értékesítik. Jelenleg egyetlen dízelmotor elérhető a dél-afrikai Verso termékcsalád számára: a 2.0 Literes D-4D változat. A Toyota Verso legfőbb riválisai az Opel Zafira Tourer, a Ford C-Max, a Volkswagen Touran, a Mazda 5 és a Peugeot 5008.
- Toyota Verso 2012-től (Facelift)
- Toyota Verso 2012-től (Facelift)

### Benzinmotorok
- 1.6 VVT-i – soros 4 hengeres 1598 cm³, 98 kW (132 LE), 2009–2018
- 1.8 VVT-i – soros 4 hengeres 1794 cm³, 110 kW (147 LE), 2009–2018

### Dízelmotorok
- 1.6 D-4D – soros 4 hengeres 1598 cm³, 82 kw (112 LE), 2011-2018
- 2.0 D-4D – soros 4 hengeres 1995 cm³, 94 kW (126 LE), 2009–2018
- 2.2 D-4D – soros 4 hengeres 2231 cm³, 112 kW (150 LE), 2009–2018
- 2.2 D-CAT – soros 4 hengeres 2231 cm³, 132 kW (177 LE), 2009–2018

## Biztonság
A Toyota Verso 2010-es Euro NCAP teszteredményei:
| Euro NCAP teszteredmények | Euro NCAP teszteredmények | Euro NCAP teszteredmények |
| ------------------------- | ------------------------- | ------------------------- |
| Toyota Verso LHD (2010)   |                           |                           |
| Teszt                     | Pontszám                  | Százalék                  |
| Értékelés                 | 5/5                       | 5/5                       |
| Felnőtt esetén            | 32                        | 89                        |
| Gyermek esetén            | 37                        | 75                        |
| Gyalogos esetén           | 25                        | 69                        |
| Biztonsági segédlet       | 6                         | 86                        |

## Fordítás
Ez a szócikk részben vagy egészben  a   Toyota Verso című angol Wikipédia-szócikk fordításán alapul.  Az eredeti cikk szerkesztőit annak laptörténete sorolja fel. Ez a jelzés csupán a megfogalmazás eredetét és a szerzői jogokat jelzi, nem szolgál a cikkben szereplő információk forrásmegjelöléseként.